# احمد بن سعید بوسعیدی
احمد بن سعید بوسعیدی زهرانی (۱۷۸۳–۱۶۹۳)، امام و سلطان عمان از سال ۱۷۴۴ تا ۱۷۸۳ میلادی بود.

## زندگی
احمد بن سعید در ۱۶۹۳ میلادی در شهر ادم زاده شد و در ۱۷۸۳ درگذشت.

## سلطنت
احمد بن سعید بوسعیدی که والی شهر صحار بود علیه دولت الیعاربه قیام می‌کند. احمد بن سعید توانست مردم صحار و رستاق را دور خود جمع نماید و به کمک ایشان مخالفان خود را از سر راه برداشته و شکست دهد. در سال ۱۷۴۴ میلادی مردم الحل و العقد در رستاق جمع شده و احمد بن سعید را به‌طور رسمی به رهبری برمی‌گزینند و به وی لقب «الامام احمد بن سعید» می‌دهند. این امامت و رهبری آغاز سلطنت پادشاهان بوسعیدی بود که تا امروز در سلطنت‌نشین عمان ادامه دارد. بعد از انتخاب الامام احمد بن سعید البوسعیدی به امامت و رهبری ولایت رستاق را پایتخت حکومت خود قرار داده و به تأسیس یک نیروی نظامی دریائی می‌پردازد که بتواند از کشور حمایت نماید. همچنین شهر مسقط یکی از مراکز مهم تجارتی درآورده و راه‌های خاصی بین هند و آفریقا برقرار می‌نماید، نیروی دریایی عمان بر تمام مناطق آبی نفوذ داشته است. در آن دوران مجموعه‌ای از دزدان دریایی از (ملبار) به کشتی‌های تجارتی حمله می‌کنند و کالاهای کشتی‌های تجارتی را می‌ربایند، احمد بوسعیدی کشتی فرمانده جنگی‌اش که بنام «الرحمان» معروف بود به دنبال آن‌ها می‌فرستد و رهبر دزدان را دستگیر می‌کند. همچنین در سال ۱۷۵۵ میلادی وقتی که بغداد مورد حمله چپاولگران و شورشیان قرار گرفت به کمک والی بغداد می‌شتابد و شهر بصره از دست شورشیان آزاد می‌کند. پس از استقرار امنیت در عمان و مناطق دریائی و اطراف عمان، احمد بن سعید در سال ۱۷۸۳ میلادی درگذشت.